# 피드몬트 대지

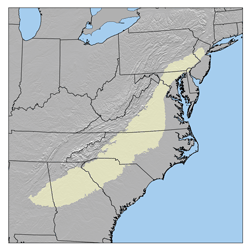
피드몬트 대지의 위치

피드몬트 대지(Piedmont)는 미국 동부에서 남부에 걸쳐있는 구릉 지역이다. 북쪽은 뉴저지주에, 남쪽은 앨라배마주에 걸쳐있다. 대서양 연안 평야와 폭포선에 의해 나뉘어 있고, 평야와 미국 동부에 이어지는 애팔래치아산맥 사이에 위치하고 있다.

## 같이 보기
- 주간고속도로 제85호선